# Rina Zaripova
Rina Zaripova (en tàtar: Rina Bayan qızı Zarifova) (Meñnär, Tatarstan, 12 de març de 1941 – Kazan, Tatarstan, 10 de gener de 2008) fou una periodista, traductora i mestra tàtara, guanyadora del guardó periodístic Bällür qäläm l'any 2001.

## Biografia

### Primers anys
Nascuda a Meñnär el 12 de març de 1941 (tot i que al seu certificat de naixement hi consta incorrectament el 19 de març), els seus pares eren els mestres de l'escola Mäsrürä Zarifullina i Fätxelbayan Unğumov. D'ascendència mul·là, el seu pare s'hagué de traslladar amb la família per motius de feina a causa de les polítiques comunistes. Dos dels germans del seu pare i la seva àvia foren represaliats i executats els anys 1930, 1936, 1937. Sempre forçada a moure's a localitzacions diverses, la seva família —amb 8 nens— mantingué curtes estades a Meñnär i Käzkäy. El seu pare participà a la Gran Guerra Patriòtica. Després d'aquesta, la seva família es traslladà a Yaña Älem, on va rebre dos anys d'educació primària. Aleshores es traslladaren als pobles d'İske Soltanğol, Şärip i Yuğarı Gäräy. Finalitzà els 10 anys d'educació primària a Yuğarı Gäräy.
El 1960 fou admesa a la facultat de filologia russotàtara de l'Institut Pedagògic Elabuga i va acabar la seva educació el 1965. Enviada per l'Institut, va ensenyar llengua i literatura russes a les escoles de Tatar Saralanı (1964-1967) i Keçe Yılğun (1967-1968). L'any 1967 es va casar amb el mestre de física Zahit Zarifov.

### Vida a Kazan
El 1968 la família Zaripov es traslladà a Kazan. El 20 de febrer de 1969 va començar pel diari Tatarstan yäşläre. El 1973 esdevingué directora del departament de cartes, posició que va ocupar fins a l'any 2002.
El 13 de febrer de 1995 va rebre el títol de "Meritòria Treballadora Cultural de la República del Tatarstan". El 17 de maig de 2001 fou guardonada per la categoria "Honor i respecte" de la competició de periodistes Bällür qäläm.

### Últims anys
Un cop jubilada, va continuar col·laborant a revistes i diaris com ara el "Tatarstan yäşläre", "Tatar ile", "Watanım Tatarstan", "Şähri Qazan", "Молодежь Татарстана", "Mäğrifät" i "İdel".
L'any 2003, el canal "Yaña Ğcomır" dedicà a la família Zaripov un episodi del programa "Adäm belän Xäwa". El 2005 li fou atorgada la Medalla en Commemoració del 1000è Aniversari de Kazan".
En els darrers anys de vida, després d'un diagnòstic on li detectaren tumors malignes, fou operada dues vegades. Va morir víctima de càncer el 10 de gener de 2008 i el seu cos va ser enterrat al cementiri musulmà de Kazan, a la ruta Mamadyshsky.

## El diariTatarstan yäşläre
Rina Zaripova no fou només directora del departament de les cartes del diari Tatarstan Yäşläre, sinó que també dirigí diverses seccions estretament relacionades amb aquest departament.

### SeccióSerdäş
En aquesta secció, fundada per ella mateixa, els lectors del diari podien compartir llurs qüestions amb l'esperança d'aconseguir el suport del diari i dels lectors en assumptes de moralitat, educació infantil a la llar, família, etc.
El 20 de febrer de 1969, Rina Zaripova va començar a treballar al diari Tatarstan Yäşläre. Primer serví com a traductora i ajudant del director del departament de cartes, el periodista Sufiya Akhmetova. Després que Akhmetova es retirés, el departament de cartes i aquesta secció foren dirigides per persones diferents: Farit Khakimzyanov, Galiya Raimova, Farit Galiyev, etc. Posteriorment, el departament de cartes i la secció Serdäş foren assignades a Rina Zaripova.

### SeccióŞimbä
La secció del diari Şimbä ("Dissabte") estigué dedicada a diverses personalitats destacades de la República Socialista Soviètica Autònoma del Tatarstan. Sovint s'hi publicaven cançons de compositors famosos amb notes a la petició dels lectors. Per mor de les peticions de publicació de cançons de Sara Sadíqova, Rina Zaripova va establir-hi un contacte freqüent, que amb el temps les portà a establir una amistat.

### LlibreĞailä cılısı
El 1982, l'Editorial de Llibres Tàtara publicà el llibre Ğailä cılısı ("Escalfor familiar") de Rina Zaripova, compost pels seus articles basats en les cartes dels lectors durant anys. El llibre revela problemes socials diferents, tots ells estretament relacionats al tema de la família; cada secció de llibre acaba amb la conclusió de l'autora.

## Família
El seu home, Zahit Sadrislam ulı Zarifov, fou un mestre sènior, enginyer de la Universitat Tecnològica de Recerca Nacional de Kazan durant molt de temps. Foren pares de 4 criatures.

## Memòries
Rina Zaripova admirava les lectures d'obres clàssiques de la literatura clàssica tàtara a la Ràdio del Tatarstan. Gaudia també de les lectures de la La Ràdio de Rússia, especialment de les novel·les de Jack London i El Don de plàcides aigües de Mikhaïl Xólokhov.

## Publicacions

### Articles
- Zaripova «İ, ğomer ağışları...» (en tàtar). Youth of Tatarstan. İdel-Press [Qazan], 10319 /11, 1-2003. Arxivat de l'original el 2019-03-28 [Consulta: 26 febrer 2021].
- Zaripova «Meñnärneñ seren sıydırğan «Serdäş»» (en tàtar). Youth of Tatarstan. İdel-Press [Qazan], 10658 /38, 3-2005. Arxivat de l'original el 2021-03-31 [Consulta: 26 febrer 2021].
- Zaripova «Onıtılmas xatirälär» (en tàtar). Youth of Tatarstan. İdel-Press [Qazan], 10612 /70, 12-2004. Arxivat de l'original el 2021-02-27 [Consulta: 26 febrer 2021].
- Zaripova «Şıfalı “qan'eçkeçlär"» (en tàtar). Youth of Tatarstan. İdel-Press [Qazan], 10597 /55, 11-2004. Arxivat de l'original el 2019-03-28 [Consulta: 26 febrer 2021].
- Zaripova Rina «Tirän mäğnäle berqatlılıq» (en tàtar). Youth of Tatarstan. İdel-Press [Qazan], 10327 /19, 2-2003. Arxivat de l'original el 2021-08-23 [Consulta: 26 febrer 2021].
- Zaripova «Yaña yıl – moğciza, ä bez romantiqlar idek» (en tàtar). Youth of Tatarstan. İdel-Press [Qazan], 10929 /75, 12-2006. Arxivat de l'original el 2019-03-28 [Consulta: 26 febrer 2021].

### Llibres
- Zaripova. Ğailä cılısı.  Kazan: Tatar Book Publishers, 1982, p. 56.
- Täwbä.  Kazan: Tatar Books Publishers, 1991, p. 136. ISBN 5-298-00662-0.